# Nasinu FC
Der Nasinu FC ist ein fidschianischer Fußballklub mit Sitz in Nasinu auf Viti Levu. Die Heimspiele werden auf den Rishikul College Grounds ausgetragen.

## Geschichte
Der Klub wurde im Jahr 1976 gegründet. Zusammen mit der Gründung der Nasinu Football Association sollte er für die sich rasch ausbreitende Bevölkerung der Region da sein. Durch einen Sieg in den Playoffs, gelang der Mannschaft 1982 auch der Aufstieg in die höchste Spielklasse des Landes. Hier hielt man einige Zeit lang die Klasse, platzierte sich aber auch immer nur auf unteren Plätzen. Im Jahr 1990 gelang schließlich aber der Sieg bei der Inter-District Championship im Finale über Suva. Hiernach wurde man besser, konnte aber nie oben   richtig anknüpfen. Nach der Spielzeit 1997 hieß es dann mit 9 Punkten am Ende schlussendlich den Abstieg anzunehmen. Gleich zur Runde 1999 gelingt aber der direkte Wiederaufstieg.
In den folgenden Jahren landete man oft auf den hintersten Plätzen und musste auch ein paar Mal in die Playoffs um den Abstieg aber auch hier konnte sich der Klub immer beweisen und blieb der Spielklasse erhalten. Erst nach der Saison 2010 musste Nasinu wieder einen Abstieg hinnehmen. Durch die Verkleinerung der Liga in den 2010er Jahren wurde es für das Team nun aber schwer wieder nach oben zu kommen. So dauerte es bis zur Saison 2019, bis der Klub wieder Teil der ersten Liga wurde. Nach der Spielzeit 2020 stieg man jedoch schon wieder ab. Dank einer Erweiterung der ersten Liga, gelang zur Saison 2022 aber die Rückkehr ins Oberhaus.